# Pim Fortajn
Vilhelmus Simon Petrus Fortujin, poznat kao Pim Fortajn, bio je holandski političar, javni službenik, sociolog, autor i profesor koji je oformio sopstvenu partiju, Lista Pima Fortajna (LPF) 2002. godine.
Fortajn je često viđen kao kontraverzna licnost usled svojih javnih stavova o multikulturalizmu, imigraciji i islamu u Holandiji. Islam je nazivao “Nazadujućom kultrom”, i citiran je za izjave poput tih da bi zatvorio granice za muslimanske imigrante. Fortajn je takođe podržavao grublje mere protiv kriminala i protivio se državnoj birokratiji, želeći da smanji holandski novčani prinos Evropskoj uniji. Označen je kao desničarski populista od strane svojih protivnika i u medijima, ali je žestoko odbijao ovu oznaku.
Fortajn se izričito distancirao od desničarskih političara poput belgijskog Filipa Devintera, austrijskog Jorga Hajdera ili Francuza Žana-Marija le Pena kad god je bio poređen sa njima. Poredio se sa srednje-desničarskim političarima poput Silvija Berluskonija iz Italije i Edmunda Stoibera iz Nemačke, takođe se divio bivšem holandskom premijeru Jop den Ulu, socijalnom demokrati, i demokratskom predsedniku Sjedinjenih Država Džonu F. Kenediju. Fortajn je takođe kritikovao polder model i polise vlade Vima Koka i uporno opisivao sebe I LPF-ovu ideologiju kao pragmatičnu, a ne populističnu. U martu 2002. godine, njegova novokreirana LPF je na holandskim opštinskim izborima postala najveća partija u Fortajnovom rodnom gradu, Roterdamu.
Ubijen je 2002. godine tokom holandske nacionalne izborne kampanje od strane Volkerta van der Grafa, levičarskog aktiviste za životinjska prava. Na sudu, Van der Graf je rekao da je ubio Fortajna da bi ga zaustavio u eksploatisanju muslimana kao “slabih članova društva” u svom planu za političku nadmoć.

## Detinjstvo, mladost i obrazovanje
Fortajn je rođen 19. februara 1948. u Drihuisu, kao treće dete katoličke porodice. Sociologiju je počeo učiti 1967. na Univerzitetu u Amsterdamu ali se posle nekoliko meseci prebacio na Vrije Univerzitet u Amsterdamu. 1971. završio je svoje studije sa doktoratom. 1981. dobio je doktorat iz sociologije na Univerzitetu u Groningenu kao doktor filozofije.

## Karijera
Fortajn je radio kao predavač na Njenroud Biznis Univerzitetu i kao saradnik-profesor na Univerzitetu u Groningenu, gde je predavao marksističku sociologiju. U tom trenutku bio je marksista. Kasnije se pridružio radničkoj partiji.
1989. postao je direktor vladine organizacije za izdavanje studentskih transportnih kartica. 1990. godine preselio se u Roterdam. Od 1991-1995., bio je izvanredan profesor na Erasmus Univerzitetu u Roterdamu, postavljen na visoku poziciju u uslovima zapošljavanja i javnim servisima.
Kada mu se ugovor završio, izgradio je karijeru u javnom govoru, pisanju knjiga i novinarskih kolumni, polako ulazeći u politiku. Fortajn je otvoreno bio gej, i rekao je u intervjuu iz 2002. godine da je katolik.

### Politička karijera
Godine 1992. Fortajn je napisao “Aan het volk van Nederland” (Ljudima Holandije), izjavljujući da je naslednik harizmatičnog, ali kontroverznog holandskog političara iz 18. Veka-Joan Derk van der Capellen tot den Pol. Komunista i bivši član socijaldemokratske Radničke partije, Fortajn je izabran za “lijsttrekker“ novoformirane “Holandije pogodne za život“ partije od strane velike većine 26. Novembra 2001. godine, pre holandskih opštih izbora 2002. godine.
9. Februara 2002. godine intervjuisao ga je holandski list Volkskrant. Njegove izjave su smatrane toliko kontroverznim da ga je stranka sledećeg dana odbacila kao “lijsttrekker“. Fortajn je rekao da se zalaže za ukidanje muslimanske imigracije, ako je moguće, i da želi da ukine “Čudan članak“ holandskog ustava kojim se zabranjuje diskriminacija (u to vreme se verovalo da je on aludirao na član 1, jednakost pred zakonom; tvrdilo se da je to pomešao sa članom 137 Krivičnog zakona, podsticanje na mržnju). Nakon što ga je “Holandija pogodna za život“, Fortajn je 11. Februara 2002. godine osnovao sopstvenu stranku Pim Fortajn List (LPF).
Na čelu liste “Roterdama pogodnog za život“, stranke lokalne problematike, postigao je veliku pobedu na izborima Opštinskog veća Roterdama, početkom marta 2002. godine. Nova stranka osvojila je oko 36% mesta, što je čini najvećom strankom u veću. Po prvi put od Drugog svetskog rata, Radnička partija je bila izvan vlasti u Roterdamu.
Pobeda ga je učinila predmetom stotina intervjua tokom naredna tri meseca, a on je dao mnogo izjava o svojoj političkoj ideologiji. U martu je objavio svoju knjigu Nered osam ljubičastih godina (хол. De puinhopen van acht jaar Paars), koju je koristio kao svoj politički program za predstojeće opštinske izbore. Ljubičasta je boja koja je označavala koalicionu vladu koju čine levice (crvene) i konzervativno-liberalne stranke (plave). Holandijom je tada osam godina vladala takva koalicija.
4. marta 2002. godine, gađala ga je levičarska aktivistkinja iz biotičke pekarske brigade u Hagu.

## Kritika
Fortajn je bio poređivan sa političarima Jorgom Hajderom i Žanom-Marijom le Penom u stranim štampama. Ove komparacije su često pominjali holandski novinari i političari. Eksplicitno poređenje sa Le Penom je napravio Ad Melkert, zatim lijsttrekker iz Laburističke partije, koji je rekao u Emenu 24. aprila 2002: "Ako flertuješ sa Fortajnom, onda će se u Holandiji desiti isto što se desilo i u Francuskoj. Tamo su se probudili sa Le Penom, mi ćemo se probuditi sa Fortajnom.
5 maja, dan pre atentata, Fortajn je imao debatu sa Melkertom u debati organizovanoj od strane novina Algemen Dagblad o svojoj demonizaciji. U debati je rekao da je često morao da govori novinarima da je slika koja je stvorena o njemu u medijima netačna.
Kolumnista Jan Bloker je napisao "Nakon čitanja (...) zaključio sam da Profesor Pim može biti zvan Žan-Mari Le Pen, Filip Devinter, Jorg Hajder i novi Hane Janmat Holandije.
Premijer Vim Kok je optuzio Fortajna za izazivanje straha i stimulisanje ksenofobije u holandskom narodu.

## Nasleđe
Fortun je promenio holandski politički pejzaž i političku kulturu. Izbori 2002 godine, nedelju dana posle smrti Fortajna, obilježeni su velikim gubicima liberalne Ljudske partije za slobodu i demokratiju i specijalno Socijalno demokratskom radnom partijom (čija parlamentarna gupa se prepolovila u veličini); obe partije su zamenile lidere kratko posle svojih gubitaka. Pobednik izbora je bila Pim Fortajnova lista, zajedno sa Hrišćanskom demokratskom strankom. Neki komentatori u glavnoj političkoj klasi spekulisali su da je Fortajnovo percipirano mučeništvo stvorilo veliku podršku za LPF, stoga je ta partija imala 17% elektronskih glasova i 26 od 150 sedišta u Holandskom parlamentu. Iako je LPF mogao da formira koaliciju sa Hrišćanskom demokratskom strankom i Ljudskom partijom za slobodu i demokratiju, to je izgubljeno unutrašnjim sukobom i brzim gubljenjem para. Koalicija kabineta Žan Petera Balkenenda je pala posle 3 meseca, zbog borbe sa LPF. Na sledećim izborima, LPF je ostalo samo 8 sedišta u parlamentu (od 150), i nisu uključeni u sledeću vladu. Politički komentatori spekulisali su da su nezadovoljni glasači možda glasali za ne-tradicionalnu partiju, iako im je održiva alternativa bila pri ruci.
Kasnije, desno krilo Partije za slobodu, koja je imala snažan stav o imigracijama, predložila deportovanje kriminalaca, nezaposlenih ili ne-asimiliranih ne-zapadnih imigranata, osvojila je 9 (od 150) sedišta na izborima 2006. godine i popela se na 24 u 2010. godini.
Holandija je napravila svoj policijski azil striktnijim. Protivnici Fortajna kao što su Paul Rosenmoler, Tom Graf i Ad Melkert (svi označeni od strane Fortajna kao desno krilo ekstremista)-imali su prigovor šta misle o politici i socijalnoj klimi, posebno prema imigrantima i muslimanima.
Savremena Holandska politika je više aktivna nego što je bila proteklih godina, posebno na pitanja zbog kojih je Fortajn bio najpoznatiji. Ljudi su imali debatu o uspehu njihovog multikulturološkog društva i šta im treba da bolje asimiliraju pridošlice. Odluka vlade je bila da proteraju brojne azilante čije su neuspele aplikacije bile kontroverzne. Fortun je tražio pomilovanje za azilante koji su već odsjeli u Holandiji.
Godine 2004., u TV šou, Fortajn je izabran za Najvećeg Holanđanina (Najbolji Holanđanin svih vremena), a pratio ga je Vilijam Orang, vođa nezavisnog rata koji je promenio smer današnje Holandije. Izbori nisu smatrani kao reprezentativni, jer su održani glasanjem gledalaca preko interneta i pozivima. Teo van Gog je ubijen par dana ranije od strane muslimana, koji su verovatno bili povređeni glasanjem ljudi u TV šou za Fortajna. Program je kasnije otkrio da je Vilijam Orang dobio najviše glasova, ali mnogi nisu mogli da se saberu do završetka šoua (i proglašenja pobednika), zbog tehničkih problema. Zvanična pravila šoua kažu da glasovi koji se saberu do kraja šoua će odlučiti, ali je bilo predloženo da se svi glasovi saberu koji stignu do kraja glasanja. Prateći zvanična pravila, ishod se nije promenio.
Desno krilo političara je steklo moć posle Fortajnove smrti, kao što su bivši ministar za integracije i imigracije Rita Verdonk i istaknuti kritičar islama, član Kuće reprezentativaca Gert Vajlders koji je 2006. osnovao Partiju za slobodu, koja je 2017. godine postala druga najveća partija u kuči Reprezentativaca. Ovi političari su se često fokusirali na debate kroz kulturnu asimilaciju i integraciju.

## Selektovane publikacije
- Het zakenkabinet Fortajn (A.W. Bruna, 1994)
- Beklemmend Nederland (A.W. Bruna). 1995.  978-90-229-8234-1.
- Uw baan staat op de tocht!: Het einde van de overlegeconomie (A.W. Bruna, 1995) (.  978-90-229-8264-8.
- Tegen de islamisering van onze cultuur: Nederlandse identiteit als fundament (A.W. Bruna). 1997.  978-90-229-8338-6.
- Zielloos Europa (Bruna). 1997.  978-90-229-8352-2.
- 50 jaar Israel, hoe lang nog?: Tegen het tolereren van fundamentalisme (Bruna). 1998.  978-90-229-8407-9.
- De derde revolutie (bruna, 1999)
- De verweesde samenleving (Karakter Uitgevers). 2002.  978-90-6112-931-8.
- De puinhopen van acht jaar Paars (Karakter Uitgevers). 2002.  978-90-6112-911-0.

## Spoljašnje veze
- (језик: холандски) Dr. W.S.P. (Pim) Fortuijn Parlement & Politiek
- Pim Fortajn на веб-сајту  (језик: енглески)